# Anodonthyla pollicaris
Anodonthyla pollicaris е вид жаба от семейство Тесноусти жаби (Microhylidae).

## Разпространение
Видът е разпространен в Мадагаскар.